# Pedro Virgilio Rocha
Pedro Virgilio Rocha Franchetti (Salto, 3 de diciembre de 1942 - São Paulo, 2 de diciembre de 2013) fue un futbolista uruguayo que jugó profesionalmente entre los años 1960 y 1980. Jugaba en la posición de centrocampista. Fue elegido por la Federación Internacional de Historia y Estadística de Fútbol como uno de los 40 mejores jugadores sudamericanos del siglo XX.
Se destacó como integrante de la Selección de Uruguay (con la que disputó 52 partidos entre los años 1961 y 1974 y participó de cuatro mundiales). A nivel de clubes, es especialmente recordado por sus actuaciones en Peñarol (década del '60) y San Pablo (década del '70).Fue considerado por Pelé "uno de los 5 mejores jugadores del mundo".

## Trayectoria
Sus primeros pasos en el fútbol los da en su ciudad natal (Salto). Allí jugó en el Peñarol local.
En 1960 pasa a jugar en el club capitalino Peñarol. Allí ganó siete títulos de la Liga Uruguaya (1960, 1961, 1962, 1964, 1965, 1967 y 1968), tres veces la Copa Libertadores (1960, 1961 y 1966), dos veces la Copa Intercontinental (1961 y 1966) y la Supercopa de Campeones Intercontinentales en 1969. Fue goleador de la Liga Uruguaya en tres ocasiones (1963, 1965 y 1968, esta última distinción compartida con otros tres jugadores), así como de la Supercopa de Campeones Intercontinentales de 1969.
En octubre de 1970 Rocha fichó por el São Paulo F.C., donde colaboró en la consecución del Campeonato Paulista en 1971 y 1975. Fue máximo goleador del campeonato en 1972. En 1977, su último año en el club, se convirtieron en campeones nacionales por primera vez en la historia.
En su carrera también jugó en el Coritiba, donde ganó el Campeonato Paranaense, en el Palmeiras y en el Bangu en Brasil. Su último club fue el Monterrey de México, en 1980.
A nivel de selección nacional debutó (con sólo 18 años) en octubre de 1961 en un amistoso frente a Chile. Disputó con la celeste 52 partidos (22 de ellos por competiciones oficiales) y marcó 17 goles.
Es el único jugador uruguayo en haber disputado cuatro Campeonatos del Mundo, habiendo participado de los mundiales de 1962, 1966, 1970 y 1974. También formó parte del combinado nacional en la Copa América 1967, donde obtuvo el título.
En 1997 actuó como entrenador del Kyoto Purple Sanga, club participante en la J. League japonesa.
Falleció el 2 de diciembre de 2013 a la edad de 70 años en la ciudad de São Paulo, Brasil.

### Participaciones en Copa América
| Copa              | Sede    | Resultado | Partidos | Goles |
| ----------------- | ------- | --------- | -------- | ----- |
| Copa América 1967 | Uruguay | Campeón   | 5        | 3     |

### Participaciones en Copas del Mundo
| Mundial              | Sede       | Resultado        | Partidos | Goles |
| -------------------- | ---------- | ---------------- | -------- | ----- |
| Copa Mundial de 1962 | Chile      | Primera fase     | 2        | 0     |
| Copa Mundial de 1966 | Inglaterra | Cuartos de final | 4        | 1     |
| Copa Mundial de 1970 | México     | 4º puesto        | 1        | 0     |
| Copa Mundial de 1974 | Alemania   | Primera fase     | 3        | 0     |

## Clubes

### Como jugador
| Club      | País    | Año         |
| --------- | ------- | ----------- |
| Peñarol   | Uruguay | 1959 - 1970 |
| São Paulo | Brasil  | 1970 - 1977 |
| Coritiba  | Brasil  | 1978        |
| Palmeiras | Brasil  | 1979        |
| Bangu     | Brasil  | 1979        |
| Monterrey | México  | 1980        |

### Como entrenador
| Club        | País  | Año  |
| ----------- | ----- | ---- |
| Kyoto Sanga | Japón | 1997 |

## Estadísticas
| Equipo             | País               | Período   | Partidos  | Goles     | Promedio  |
| ------------------ | ------------------ | --------- | --------- | --------- | --------- |
| Peñarol            | Uruguay            | 1960-1970 | 287       | 234       | 0,82      |
| São Paulo          | Brasil             | 1970-1977 | 293       | 119       | 0,41      |
| Coritiba           | Brasil             | 1978      | 20        | 7         | 0,35      |
| Palmeiras          | Brasil             | 1979      | 9         | 1         | 0,11      |
| Bangu              | Brasil             | 1979      | ?         | 3         | ?         |
| Monterrey          | México             | 1980      | Sin datos | Sin datos | Sin datos |
| Selección uruguaya | Selección uruguaya | 1961-1974 | 52        | 17        | 0,33      |
| TOTAL              | TOTAL              | 1960—1980 | 661       | 381       | 0,58      |

## Palmarés

### Campeonatos estaduales
| Título                | Club      | Estado    | Año  |
| --------------------- | --------- | --------- | ---- |
| Campeonato Paulista   | São Paulo | São Paulo | 1971 |
| Campeonato Paulista   | São Paulo | São Paulo | 1975 |
| Campeonato Paranaense | Coritiba  | Paraná    | 1978 |

### Campeonatos nacionales
| Título              | Club      | País    | Año  |
| ------------------- | --------- | ------- | ---- |
| Campeonato Uruguayo | Peñarol   | Uruguay | 1960 |
| Campeonato Uruguayo | Peñarol   | Uruguay | 1961 |
| Campeonato Uruguayo | Peñarol   | Uruguay | 1962 |
| Campeonato Uruguayo | Peñarol   | Uruguay | 1964 |
| Campeonato Uruguayo | Peñarol   | Uruguay | 1965 |
| Campeonato Uruguayo | Peñarol   | Uruguay | 1967 |
| Campeonato Uruguayo | Peñarol   | Uruguay | 1968 |
| Serie A             | São Paulo | Brasil  | 1977 |

### Copas internacionales
| Título                                    | Club    | Sede       | Año  |
| ----------------------------------------- | ------- | ---------- | ---- |
| Copa Libertadores                         | Peñarol | Asunción   | 1960 |
| Copa Libertadores                         | Peñarol | São Paulo  | 1961 |
| Copa Intercontinental                     | Peñarol | Montevideo | 1961 |
| Copa Libertadores                         | Peñarol | Santiago   | 1966 |
| Copa Intercontinental                     | Peñarol | Madrid     | 1966 |
| Supercopa de Campeones Intercontinentales | Peñarol | La Plata   | 1969 |

### Distinciones individuales
| Distinción                                                            | Año  |
| --------------------------------------------------------------------- | ---- |
| Máximo goleador del Campeonato Uruguayo (18 goles)                    | 1963 |
| Máximo goleador del Campeonato Uruguayo (15 goles)                    | 1965 |
| Máximo goleador de las Clasificatorias Sudamericanas (4 goles)        | 1965 |
| Mejor jugador de la Copa América                                      | 1967 |
| Máximo goleador del Trofeo Ramón de Carranza (3 goles)                | 1967 |
| Máximo goleador del Campeonato Uruguayo (8 goles)                     | 1968 |
| Máximo goleador de la Supercopa de Camp. Intercontinentales (3 goles) | 1968 |
| Máximo goleador de la Supercopa de Camp. Intercontinentales (6 goles) | 1969 |
| Máximo goleador del Campeonato Brasileño (17 goles)                   | 1972 |
| Máximo goleador de la Copa Libertadores (7 goles)                     | 1974 |
| Elegido 37° mejor jugador sudamericano del siglo XX                   | -    |

### Récords
- Máximo goleador histórico de la Supercopa de Campeones Intercontinentales con 9 goles.
- Único jugador en ser máximo goleador del Campeonato Brasileño de Serie A que no sea brasileño (Récord compartido con el argentino Germán Cano).
- Primer jugador uruguayo en jugar 4 Mundiales (1962, 1966, 1970, 1974).